# Йоганн Фрідріх Гербарт
Йоганн Фрідріх Гербарт (1776—1841) — німецький філософ, психолог і педагог. Він був прихильником асоціативної психології. Народився в сім'ї чиновника-юриста. Здобув університетську освіту. Працював на посаді професора в Геттінгенському та Кенінгсбергзькому університетах, де читав лекції з філософії, психології і педагогіки. Педагогічні ідеї Гербарта отримали розвиток у його творах «Загальна педагогіка, виведена з мети виховання», «Нариси лекцій з педагогіки» й ін.

## Філософія
Він вважав, що все психічне життя людини складається з «реалів», основою яких є уява. Встановлював обмежені можливості («поріг») у розумовому розвитку людини і пізнанні нею світу, оскільки весь процес психічної діяльності зводив до механічних комбінованих видозмін уяви.
Герберт виступав за наукову самостійність педагогіки. Він критикував тих, хто будував педагогіку лише з досвіду, а також і тих, хто виводив її з філософських систем. Вважаючи, що для успішної педагогічної роботи необхідно попередньо оволодіти педагогічною теорією, Гербарт розробив систему педагогічної науки на основі психології і етики.
У справі виховання Гербарт ставить перед школою цілі: можливі — підготовка майбутніх дорослих людей у галузі певної спеціальності, і необхідні — підготовка їх до роботи в будь-якій галузі діяльності. У цілому треба прагнути до виховання «доброчесної» людини.
Загальна мета виховання, за Гербартом, повинна полягати у досягненні гармонії волі з етичними ідеями і в розвитку багатостороннього інтересу. Процес виховання він ділить на три складові: керування дітьми, виховуюче навчання і моральне виховання.
Систему керування дітьми Гербарт ґрунтував на власній ідеї про те, що дитині природно притаманна «дика пустотливість», тому вона порушує встановлені у школі порядки, проявляє недисциплінованість. Щоб забезпечити виховання і навчання, треба приборкати цю «дикість». Гербарт пропонував у системі керування такі засоби, як погроза, нагляд, наказ, заборона, фізичні покарання, як допоміжні засоби — авторитет і любов вихователя.
Гербарт висунув ідею виховуючого навчання. Процес виховуючого навчання ґрунтував на розвитку шести видів багатостороннього інтересу: емпіричний (до навколишнього світу), спекулятивний (до пізнання речей і явищ), естетичний (до прекрасного), симпатичний (до близьких), соціальний (до всіх людей), релігійний (до служіння «найвищому духові»). Перші три види інтересу повинні задовольнятись вивченням предметів природничо-математичного циклу, а інші три — гуманітарних дисциплін.
У другій пол. XIX ст. було популярним вчення Гербарта про чотири ступені навчання: виразність, асоціація, система, метод. Ці ступені повинні мати місце на кожному уроці незалежно від його змісту і віку учнів. На першому ступені (виразність) здійснюється початкове ознайомлення учнів з новим матеріалом з широким використанням наочності; на другому ступені (асоціація) у процесі вільної бесіди відбувається встановлення зв'язків нових уявлень з попередніми; третій ступінь (система) характеризується зв'язним викладенням нового матеріалу з виділенням основних положень, з виведенням правил і формулюванням законів; на четвертому ступені (метод) в учнів у процесі виконання вправ виробляється навичка використання набутих знань на практиці.
Гербарт розробив теорію видів навчання: описового (виявити досвід учня і розширити його через наочність, розповідь та заучування матеріалу), аналітичного (розподіл матеріалу на складові частини і надання уяві учнів певної системи), синтетичного (узагальнення вже відомого матеріалу, зведення його до системи).
Ставлячи вище за все розвиток уявлень і формального мислення в учнів, Гербарт відводив головне місце у навчальному плані вивченню древніх мов і математики, які, на його думку, найкраще дисциплінують розум. Меншого значення надавав предметам природничого циклу. Він вважав, що дитина у своєму розвитку повторює шлях, пройдений людством, тому дитині ближче і більш зрозуміле життя древніх народів, ніж сучасників. У зв'язку з цим пропонував до 14 років вивчати передусім мову, літературу й історію античного світу, математику і географію.
Система морального виховання дітей у Гербарта базується на п'яти моральних ідеях: ідея внутрішньої волі (усунення «внутрішнього розладу»), ідея вдосконалювання (поєднання сили і енергії волі та забезпечення «внутрішньої гармонії»), ідея приязні (погодження волі однієї людини з волею інших), ідея права (розв'язування конфліктів між волею людей), ідея справедливості (визначення нагороди чи покарання тому, хто цього заслужив). Щоб моральне виховання дало бажані наслідки, Гербарт пропонує застосовувати засоби керування дітьми.
Педагогічні ідеї Гербарта мали значний вплив на розвиток педагогіки, вони поширились у другій пол. XIX- поч. XX ст. по всіх країнах Західної Європи. Гербарт мав багато послідовників, які розвинули й оформили його ідеї у окремий педагогічний напрям — гербертіанство.